# نیروگاه گازی صوفیان
نیروگاه گازی صوفیان (در کیلومتر ۲۵ جاده تبریز – مرند در محدوده شهرستان شبستر در مجاورت روستای چله‌خانه علیا، تأسیس ۱۳۶۳)، یکی از نیروگاه‌های ایران از نوع نیروگاه گازی با ظرفیت تولید ۱۰۰ مگاوات است که شامل ۴ واحد گازی ۲۵ مگاواتی مدل GE–F5 ساخت AEG آلمان است.
سوخت اصلی نیروگاه گاز طبیعی است که در سال ۱۳۷۹ گازسوز شد و سوخت پشتیبان نفت گاز (گازوئیل) است. این نیروگاه زیر پوشش شرکت مدیریت تولید برق آذربایجان شرقی است.
واحدهای ۱ و ۲ این نیروگاه از سال ۱۳۶۳ و واحدهای ۳ و ۴ از سال ۱۳۶۴ وارد شبکه تولید برق شدند.

## تاریخچه
در سال ۱۳۶۰ مقررشد نیروگاه صوفیان و هم‌زمان شیروان به صورت امانی توسط پرسنل شرکت توانیر نصب و راه اندازی گردد. مراحل استخدام پرسنل مورد نیاز شروع و هم‌زمان به تدریج قطعات توربین به نیروگاه صوفیان حمل گردید. بعد از اتمام فوندانسیون‌ها پرسنل تولید شروع به نصب توربین‌ها نمودند. نیروگاه صوفیان واقع در ۲۵ کیلومتری تبریز-صوفیان روبروی روستای چله خانه قرار گرفته دارای چهار واحد توربین گاز هرکدام به قدرت ۲۵۰۰۰ کیلووات و ساخت شرکت (GE–F5) AEG می‌باشد. پرسنل بیشتر از شهر تبریز و شهرهای استان استخدام گردیده بود. هم‌زمان با نصب توربین‌ها تجهیزات جانبی شامل بخش‌های:

۱- on loading گازوئیل با دو مخزن هرکدام به ظرفیت ده میلیون لیتر

۲- سیستم آتش‌نشانی کل نیروگاه

۳- Reverse osmosis سیستم تصفیه آب

۴- پست انتقال انرژی شامل دو دستگاه ترانسفورماتور با ضریب تبدیل ۱۳۲/۲۰ کیلوولت با تجهیزات کامل
اولین واحد در خرداد ۱۳۶۳ راه اندازی و واحد دوم سه ماه بعد از آن وارد مدار گردیده و واحد سوم و چهارم در بهار سال ۱۳۶۴ راه اندازی شد.

هم اکنون هر چهار واحد در موارد مورد نیاز مورد بهره‌برداری قرار گرفته و تولید آن‌ها به شبکه سراسری منتقل می‌شود.
تیم نصب و راه اندازی:

سرپرست پروژه: مهندس میرعلی سید صابونچی

سرمهندسین گروه مکانیک: مهندس غلامحسین پاکدل و مهندس صمد تقی‌زاده اصل

سر تکنیسین‌های گروه مکانیک: مصطفی نیک نیاز – ناصر صدیقی – شقاقی – غدیری – کلاهی

سر مهندسین گروه برق: مهندس سلامی – مهندس قدوسی

سر تکنیسین‌های گروه برق: شیله باف – اسماعیل رحیمی

سر مهندسین گروه ابزار دقیق: مهندس نهضتی – مهندس اصفهانی

سر تکنیسین‌های گروه ابزار دقیق: کاظم‌زاده – نشاطی - امیر مروجی – محمد رضا وارسته فر

مهندس ناظر: مهندس بهنام

## واگذاری نیروگاه صوفیان بابت رد دیون دولت
در مزایده ۱۹ فروردین ۱۳۹۲، بابت رد دیون دولت، ۱۰۰ درصد ارزش نیروگاه صوفیان به ارزش کل پایه یک هزار و ۳۸ میلیارد و ۲۷۶ میلیون ریال فروخته شد.